# Dimitri Sucre Benjamin
Dimitri Sucre Benjamin (Panamá, 1936-Japarepagua, 28 de agosto de 2000) fue un botánico, ilustrador, científico y profesor panameño. Junto con su padre Antonio José Sucre trabajaron sobre ambientes tropicales
Mucho de sus especímenes se conservan en el Herbário Dimitri Sucre Benjamin del Instituto de Pesquisas del Jardín Botánico de Río de Janeiro

## Algunas publicaciones
- dimitri Sucre. 1963. Flora do Estado da Guanabara, Rubiaceae II: Tribo II— Cinchoneae. Arq. Jard. Bot. Río de Janeiro 17:25-41. 1959-1961
- -------------------------. ruby Braga. 1952. Tillandsia grazielae (Bromeliaceae). N.º 22 de Boletim (Curitiba (Brasil). Editor Museu Botânico Municipal, 3 pp.

## Eponimia
Género
- (Brassicaceae) Dimitria Ravenna[5]
- (Poaceae) Sucrea Soderstr.[6]

Especies
| - (Asteraceae) Stylotrichum sucrei R.M.King & H.Rob. - (Bromeliaceae) Aechmea sucreana Martinelli & C.M.Vieira - (Bromeliaceae) Orthophytum sucrei H.Luther - (Bromeliaceae) Tillandsia sucrei E.Pereira - (Bromeliaceae) Vriesea sucrei L.B.Sm. & Read | - (Gentianaceae) Schultesia sucreana E.F.Guim. & Fontella - (Heliconiaceae) Heliconia sucrei Barreiros - (Moraceae) Dorstenia sucrei Carauta - (Myrtaceae) Marlierea sucrei G.M.Barroso & Peixoto - (Orchidaceae) Rodriguezia sucrei Braga |